# Para-męt pikczers, czyli kulisy srebrnego ekranu
Para-męt pikczers, czyli kulisy srebrnego ekranu – cykl satyrycznych skeczy radiowych z programu 60 minut na godzinę, w których występowali Marian Kociniak (jako Maniek) i Andrzej Zaorski (jako Jędrek).
Dowcipne dialogi koncentrowały się na streszczeniu zawsze jednego filmu polskiego lub zagranicznego. Cykl nadawany był w latach 70., więc omawiane filmy pochodziły też z tego okresu (np. Potop czy Ojciec chrzestny), ale także z okresów wcześniejszych (np. Bulwar Zachodzącego Słońca).
Streszczającym fabułę był Jędrek, Maniek zaś wtrącał aluzje i dygresje co do głównego wątku. Jedynym wyjątkiem była opowieść o ekranizacji Wesela Wyspiańskiego, gdy role zostały odwrócone. Ponadto w dwóch odcinkach Mariana Kociniaka zastąpił Piotr Fronczewski. Był to odcinek "Detektyw z Placu Unii" - aluzja do siedziby MSW w Warszawie parodia pracownika MSW (nieokrzesanego ubeka) dotyczący filmu "Detektyw ze Stacji Union" oraz odcinek "Mgr Szwagier Wolnomyśliciel (MSW)"- parodia pracownika MSW (nieokrzesanego ubeka) oddelegowanego jako krytyka filmowego na zagraniczne festiwale. Natomiast w recenzji filmu pt. "Konflikt" zamiast Mariana Kociniaka wystąpiła Ewa Złotowska jako córka Jędrusia - Cewka.
Maniek wspomnienie o piciu (niekoniecznie alkoholu) komentował słowami „Lubiał wypić?”, a przy okazji jakiejś sytuacji przedstawionej w filmie wspominał o swojej żonie, Ceśce. Pojawiało się też zwykle sformułowanie „elegancja Francja” lub „dyskrecja Szwecja”. Na koniec odcinka Jędrek zawsze przypominał jakiś śmieszny motyw lub scenę, rozpoczynając wypowiedź słowami „A najlepsze było, gdy...”  rozwijając następnie wątek w często absurdalny sposób, co wywoływało salwy śmiechu obu interlokutorów. Recenzja filmu "Żądło" miała inne zakończenie. Jędrek opowiadając jak to główny bohater uderzył gangstera w żołądek uderzył Mańka na co ten oddał Jędrusiowi i odcinek zakończył się nie śmiechem, ale płaczem obu przyjaciół. W odcinku "Kobieta Wąż", Maniek opowiedział na koniec film, który oglądał i tutaj również odcinek nie zakończył się śmiechem, tylko pytaniami Jędrusia - "ale nie mów, cieńszy?"
Role żeńskie komplementowane były słowami „(...) duże niebieskie oczy. – Miała czym oddychać? – Masz!”.
Bohaterowie Mańka i Jędrka występowali także w cyklach Radiowi Piraci oraz Centralna Kuźnia Młodych – CKM, gdzie dołączył do nich inny bohater 60 minut na godzinę, pracownik Kowalewski (w tej roli Krzysztof Kowalewski), oraz tępy partyjny wykładowca magister docent Buldog inżynier (Andrzej Fedorowicz). Ponadto spin-offem CKM-u była Saga rodu Kowalskich, gdzie bohaterowie tej pierwszej serii (w tym Maniek i Jędrek) odgrywali role przodków Kowalewskiego.
Początek jest charakterystyczny:
„Para-męt pikczers [ryczenie lwa] prezent-ują «Kulisy srebrnego ekranu»”
- Jędrek – „Fajny film wczoraj widziałem.”
- Maniek – „Momenty były?”
- Jędrek – „Masz! Najlepiej jak...”

W recenzji filmu "Żądło" początek był inny, Jędrek powiedział: "fatalny film wczoraj widziałem" na co Maniek zapytał - "Momentów nie było?" Jędrek - "Nic" Maniek - "nie opowiadaj"; Jędrek - "opowiem".
Koniec też jest charakterystyczny:
- Maniek – „Nie mów! Ale kino!”
- (Maniek i Jędrek śmieją się na głos)

Tytuł audycji jest aluzją:
- Paramount Pictures – wytwórnia filmowa
- Para-męt pikczers – para „mętów” opowiadająca o filmie

## Alfabetyczny spis odcinków
| 1. Awans 2. Barbarella 3. Britanic w niebezpieczeństwie 4. Bullit 5. Bulwar zachodzącego słońca 6. Cenny łup 7. Cezar i Rozalia 8. Charley Varrick 9. Cojak 10. Columbo - gorzki smak wina 11. Columbo - śmiertelny trening 12. Cyrk straceńców 13. Czterdziestolatek 14. Detektyw z Placu Unii (Piotr Fronczewski zamiast Mariana Kociniaka) 15. Dlaczego zabito Nolana? 16. Dwa oblicza zemsty 17. Dzień, w którym wypłynęła ryba 18. Dzień szakala 19. Gorączka złota 20. Hibernatus 21. Historia jednego fraka 22. I Bóg stworzył kobietę 23. Jak ukraść milion dolarów? 24. Jej powrót 25. Kabaret 26. Kapelusz pełen deszczu 27. Kobieta wąż 28. Konflikt (Ewa Złotowska zamiast Mariana Kociniaka) 29. Lalka 30. Love Story - zagadka filmowa 31. Łapówka 32. Mgr Szwagier Wolnomyśliciel(MSW) (Piotr Fronczewski zamiast Mariana Kociniaka) 33. Mózg 34. Najważniejszy dzień w życiu. Noc w operze 35. Nie kupujcie Rolls Roysów 36. Noc bez końca 37. No i co doktorku 38. Och jaki pan szalony 39. Obława 40. Ojciec chrzestny 41. Osiem i pół 42. Oskar 43. Ostatni seans filmowy 44. Pan Anatol 45. Pat Garrett i Billy Kid 46. Piękność dnia | 1. Planeta małp 2. Pojedynek rewolwerowców 3. Potop 4. Policjanci 5. Powiększenie 6. Powrót Fantomasa 7. Powrót Robin Hooda 8. Pół żartem, pół serio 9. Prywatne życie Sherlocka Holmesa 10. Przeprasza, czy tu biją? 11. Rewolwer pyton 12. Rio Bravo 13. Rozmowa 14. Ruchomy cel 15. Sami swoi 16. Samotny detektyw McQ 17. Skamieniały las 18. Starsza pani znika 19. Strach na wróble 20. Szantażyści 21. Szczęki - jako zagadka filmowa 22. Szczęśliwy człowiek 23. Szczury Paryża 24. Szpital 25. Taksówkarz 26. Tajemniczy blondyn w czarnym bucie 27. Trzej Muszkieterowie 28. Wesele 29. Węgorz za 300 milionów 30. Wieczór trzech króli i Trędowata 31. Wierna żona 32. Winetou i Apanaczi 33. Co się zdarzyło w Monte Carlo? Biohazard 34. Zaklęte rewiry 35. Zazdrość i medycyna 36. Zbrodnia jest zbrodnią 37. Ziemia obiecana 38. Złoto Alaski 39. Złoto dla zuchwałych 40. Znak Zorro 41. Żądło 42. Żona modna |